# قوس مشاهده
قوس مشاهده (انگلیسی: Observation arc) در اخترشناسی رصدی قوس رصد (طول قوس) یک جرم سامانه خورشیدی: فاصلهٔ زمانی بین اولین و آخرین مشاهدهٔ آن جسم است که برای ردیابی مسیر جسم از آن استفاده می‌شود. این فاصله معمولاً در یکای روز یا سال داده می‌شود. این واژه بیشتر در کشف و ردیابی سیارک‌ها و دنباله‌دارها کاربرد دارد. طول قوس بیشترین تأثیر را بر دقت یک مدار دارد در حالی که تعداد و فاصلهٔ مشاهدات میانی از این نظر دارای تأثیر کمتری است.

## قوص‌های کوتاه
یک قوس مشاهدهٔ بسیار کوتاه از یک پارامتر عدم قطعیت بالا نشان دارد. این جسم ممکن است در یکی از مدارهای مختلف و در فواصل زیادی از زمین قرار داشته‌باشد. در برخی موارد، قوس اولیه بسیار کوتاه بوده تا برمبنای آن بتوان تعیین کرد که آیا این جسمی است که در مدار زمین قرار دارد یا در کمربند سیارک‌ها در حال گردش است. در سال ۲۰۰۴ با قوس مشاهدهٔ ۱ روزه تصور می‌شد که جسم 2004 PR107 یک سیاره کوتوله فراز نپتونی است، اما اکنون به عنوان یک سیارک کمربند اصلی زیر ۱ کیلومتری شناخته می‌شود. همچنین؛ با قوس مشاهدهٔ ۳ روزه، تصور می‌شد که «2004 BX159» یک سیارک از مدار مریخ است که می‌توانست تهدیدی برای زمین باشد، اما بعداً مشخص شد که یک سیارک کمربند اصلی است.
یک قوس ردیابی نسبتاً متوسط ممکن است امکان پیدا شدن یک عکس قدیمی پیش‌یابی را فراهم کند، یک قوس بسیار طولانی‌تر، یک مدار دقیق‌تر ارائه می‌دهد.
برای بازیابی یک جسم منظومه شمسی، یک قوس رصدی کمتر از ۳۰ روز می‌تواند یک قوس مشاهده را بیش از یک سال پس از آخرین رصد، دشوار کند و ممکن است منجر به از دست رفتن پی‌گیری رصدی یک سیارهٔ کوچک شود. به دلیل فاصله بیشتر آنها از خورشید و حرکت آهسته در آسمان، اجسام فرا نپتون با قوس رصد کمتر از چند سال اغلب دارای مدارهای محدودی هستند.